# Пєхова Вікторія Миколаївна
Вікторія Миколаївна Пєхова (нар. 12 листопада 1975, с. Веселе, Путивльський район (З 2020 року — Конотопського району), Сумська область, УРСР, СРСР) — українська державна діячка, юристка, представник Уповноваженого Верховної Ради з прав людини в північних областях (2020-2022).

## Життєпис
Вікторія Пєхова народилася 12 листопада 1975 року в селі Веселе Путивльського району на Сумщині. Після закінчення загальноосвітньої школи № 3 в місті Глухові в 1997 році здобула вищу освіту в Глухівському державному педагогічному інституті. На останніх двох курсах, починаючи з 1995 року працювала в органах Державної митної служби у м. Глухів на Сумщині. Після закінчення в 2002 році Національної юридичної академія імені Ярослава Мудрого (м. Харків) за спеціальністю «юрист» з 2004 року працювала в центральному апараті Державної митної служби України в місті Києві. З 2005 по 2006 рік обіймала посаду керівника Управління документального забезпечення та підготовки інформації Апарату Ради національної безпеки і оборони України. Паралельно в цей час навчалася в ПВНЗ Європейському університеті в місті Києві, де здобула в 2008 році диплом спеціаліста з економіки підприємства. Починаючи з 2006 року довгий час працювала в органах Державної податкової (фіскальної) служби в місті Києві. Спочатку — в Державній податковій інспекції в Печерському районі на посаді начальника організаційно-розпорядчого відділу. Потім обіймала посаду заступника начальника цієї інспекції. З 2008 по 2011 рік працювала на посаді заступника начальника Державної податкової адміністрації у місті Києві. У жовтні 2011 року перейшла до Державної податкової служби в Київській області, де обійняла посаду заступника начальника. З 2015 по 2017 рік працювала викладачем в Університеті державної фіскальної служби України у місті Ірпінь. У 2017 році знову повернулася до Державної податкової (фіскальної) служби. У 2020 році призначена Представником Уповноваженого Верховної Ради з прав людини в північних областях. На цій посаді Вікторія Пєхова проводить регулярні зустрічі з громадянами, студентами, представниками влади. Напередодні повномасштабного російського вторгнення у листопаді 2021 року ознайомилася з умовами розташування співробітників Держприкордонслужби України на кордоні з Білоруссю.

## Родина
Одружена, донька Софія.

## Нагороди
- Орден Княгині Ольги ІІІ ступеня (7 березня 2013) — за значний особистий внесок у соціально-економічний, науково-технічний, культурно-освітній розвиток Української держави, вагомі професійні здобутки та багаторічну сумлінну працю.
- Нагрудний знак ДПА України «Почесний працівник ДПС України».